# Fredenheim
Fredenheim var en svensk adlig ätt som adlades den 20 juli 1769, varpå den introducerades tre år senare. Ätten är sedan den 12 februari 1841 utslocknad på svärdssidan.
Bland ättlingar som härstammar från ätten märks statsministern Erik Gustaf Boström, hans mor tillhörde ätten.

## Personer med efternamnet Fredenheim
- Berndt Henric Fredenheim, museiman och målare
- Carl Fredrik Fredenheim, svensk ämbetsman
- Christina Fredenheim